# Leżajsk (stacja kolejowa)
Leżajsk – stacja kolejowa w Leżajsku, w województwie podkarpackim, w Polsce. Według klasyfikacji PKP ma kategorię dworca regionalnego.

## Ruch pasażerski
| Rok  | Wymiana pasażerska na dobę |
| ---- | -------------------------- |
| 2017 | 150-199                    |
| 2022 | 200-299                    |

Budynek dworca wybudowano w 1896 roku, 30 września 1899 zakończono prace przy budowie linii kolejowej łączącej Leżajsk z Przeworskiem i Rozwadowem, a linię otwarto 14 stycznia 1900 roku. Obiekt utrzymany jest w galicyjskim stylu, a ze względu na walory estetyczne objęty nadzorem konserwatora zabytków.
W latach 2011–2012 przeprowadzono kosztem 4,5 mln zł gruntowny remont dworca, inwestycja została sfinansowana z budżetu państwa i środków własnych PKP SA. Uroczyste otwarcie kompleksowo wyremontowanego dworca miało miejsce 3 sierpnia 2012.
Po zakończeniu remontu kasa biletowa została zamknięta.

## Galeria

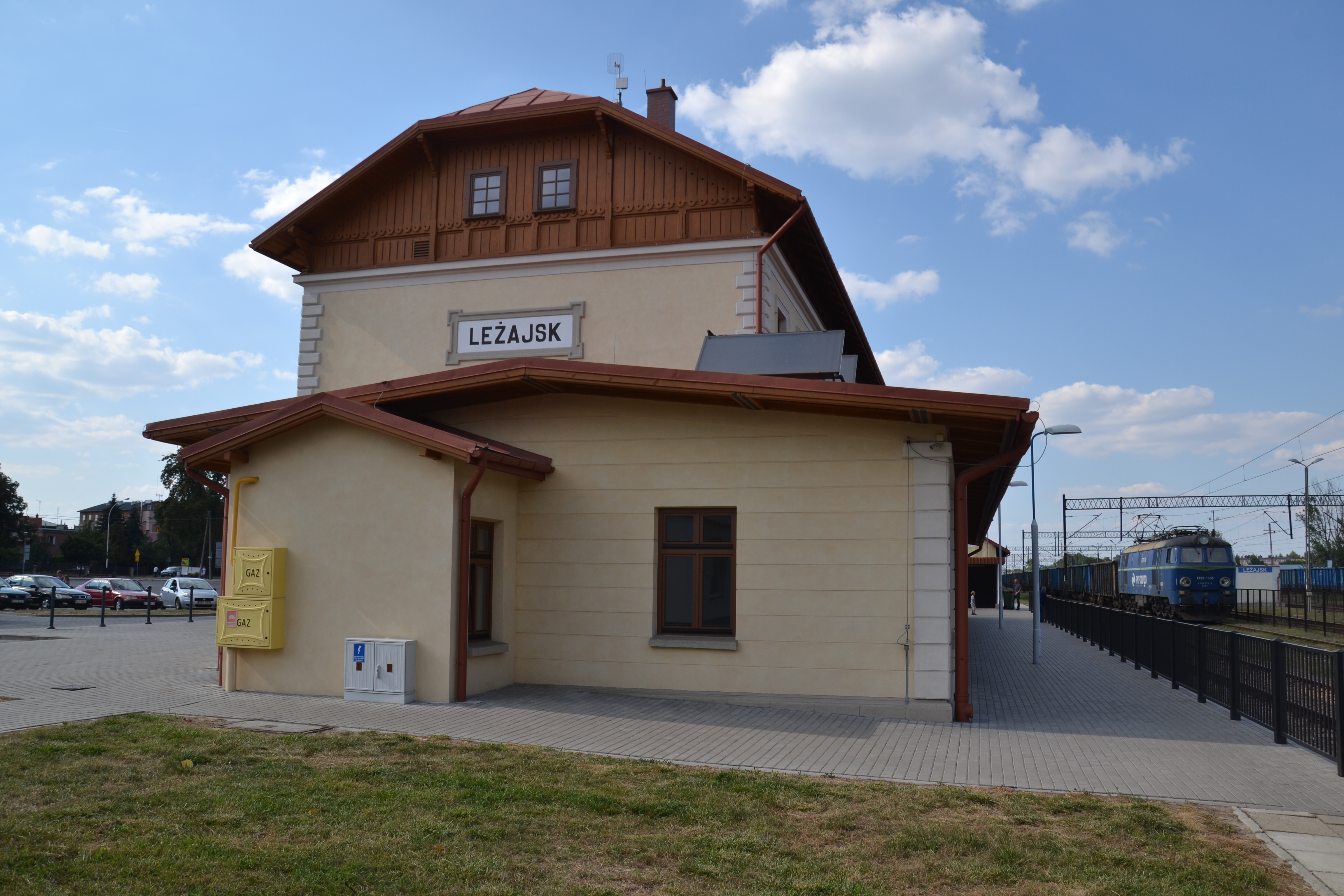
Budynek dworca
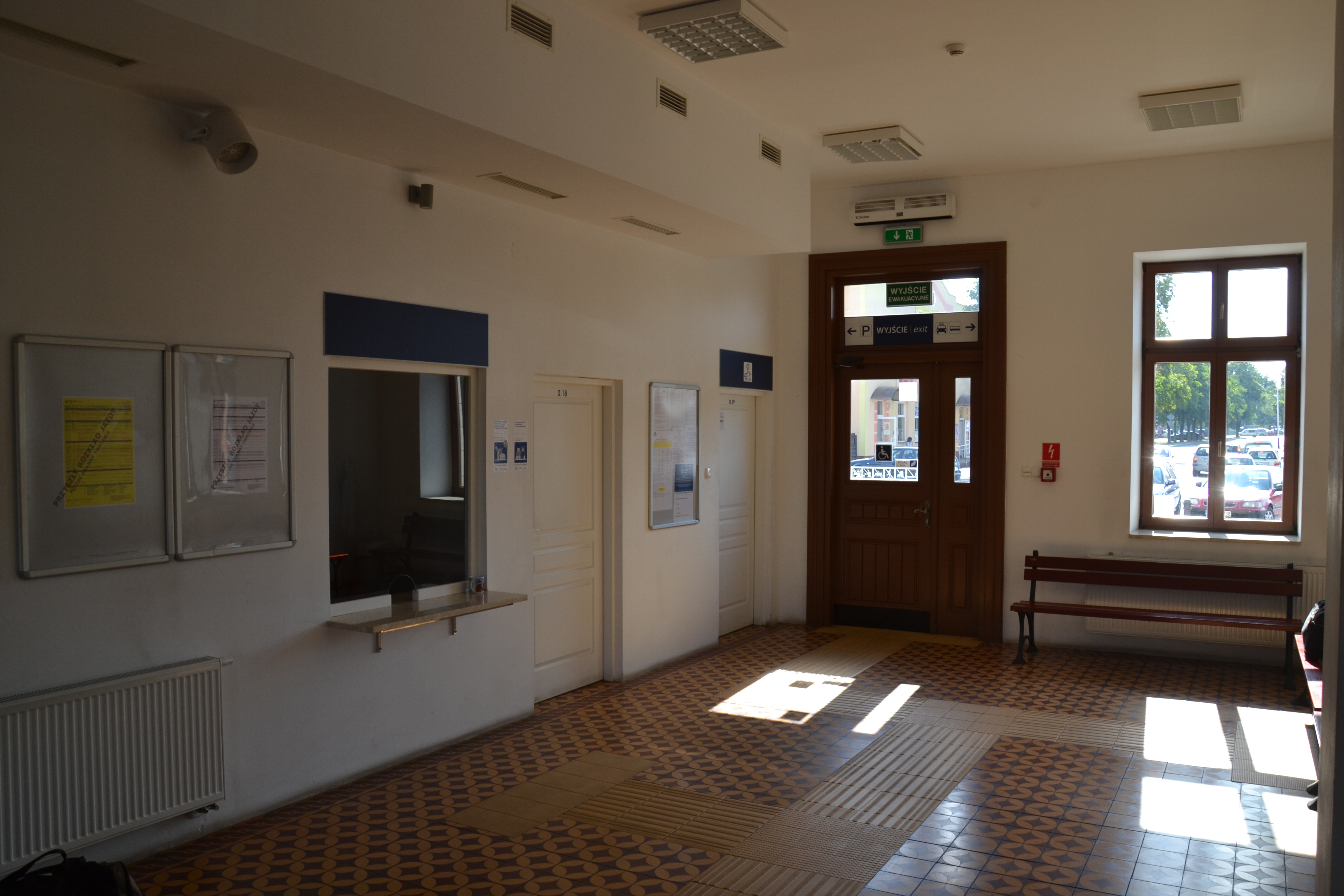
Wnętrze
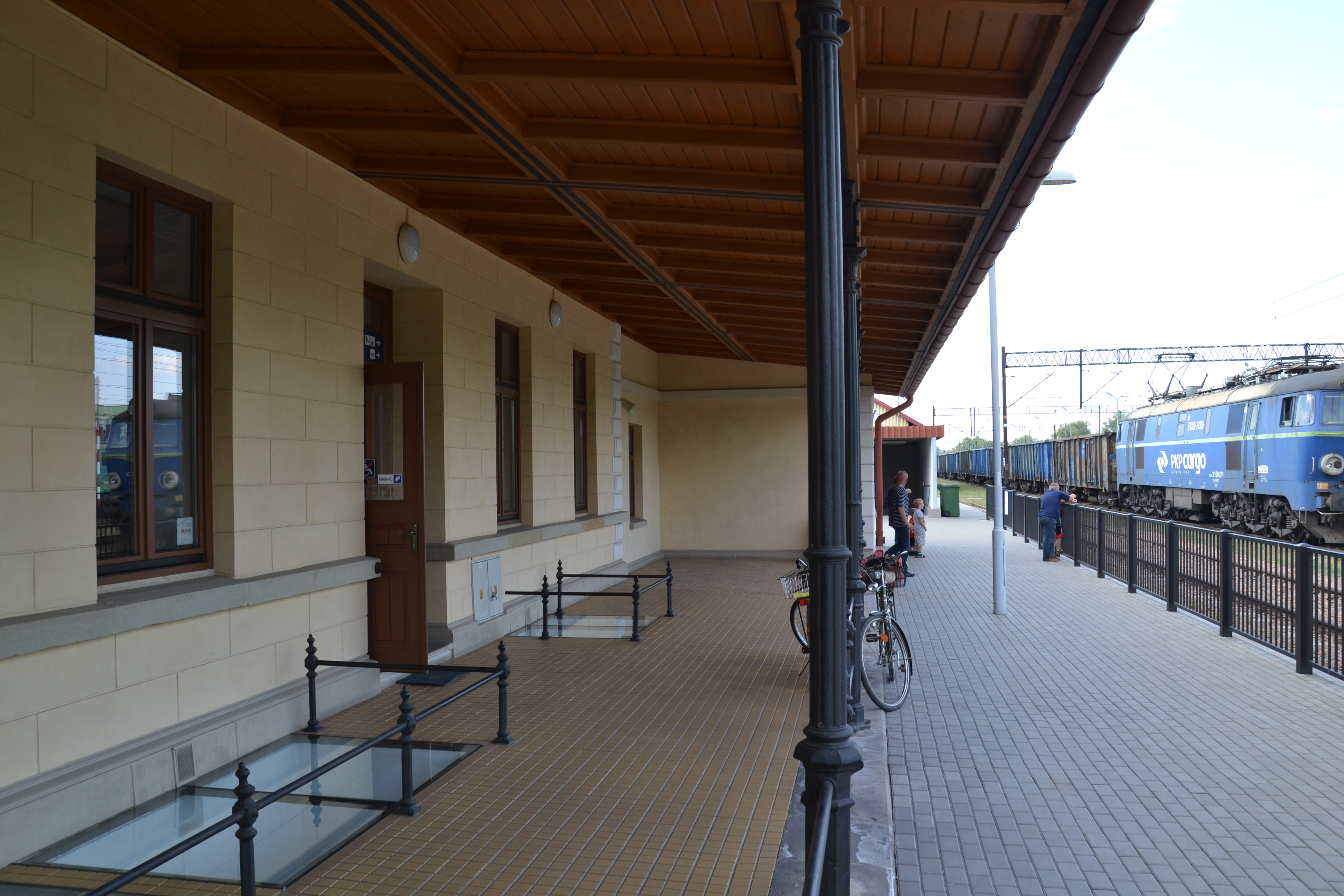
Ganek przed dworcem
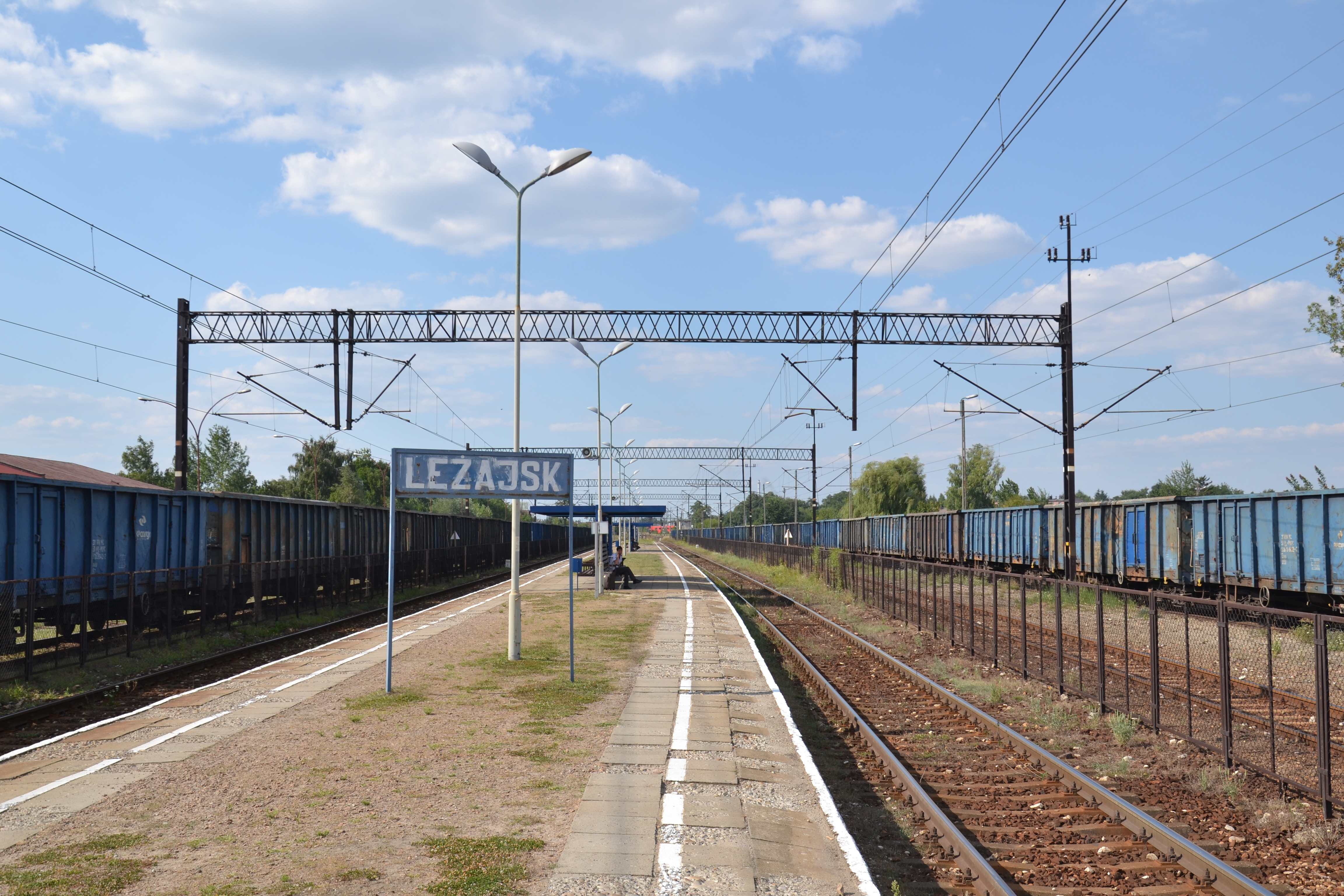
Widok na perony
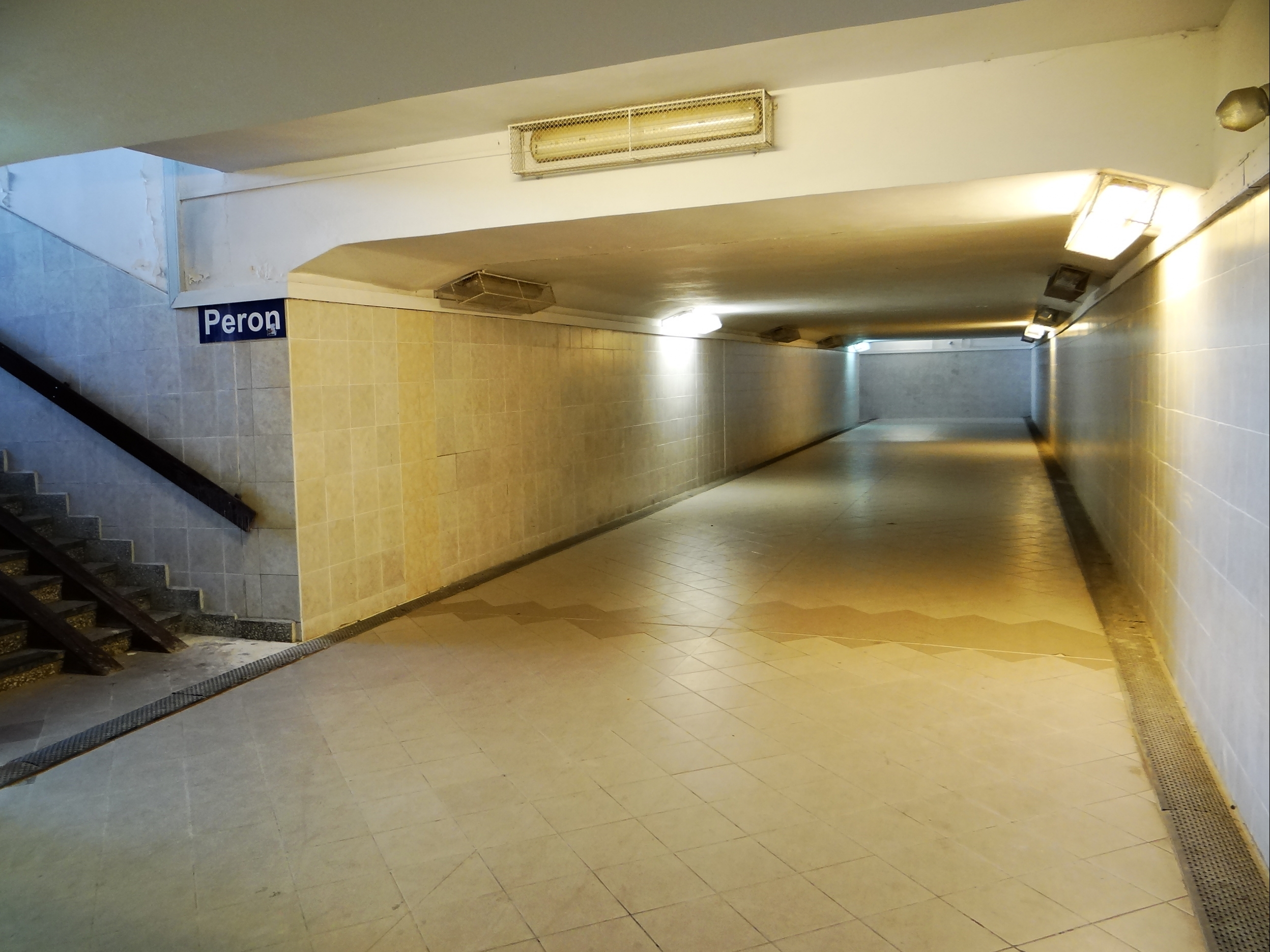
Przejście podziemne